# Music Box (film)
Pour les articles homonymes, voir Music Box.
Pour plus de détails, voir Fiche technique et Distribution.
Music Box est un film de procès américain réalisé par Costa-Gavras, sorti en 1989.
Mettant en vedette les acteurs Jessica Lange, Armin Mueller-Stahl, Frederic Forrest, Donald Moffat et Lukas Haas, le film raconte l'histoire d'un immigré hongrois-américain accusé d'avoir été un criminel de guerre lors de sa jeunesse au cours de la Seconde Guerre mondiale. L'intrigue tourne autour de sa fille, une avocate qui le défend, et de la lutte de celle-ci pour découvrir la vérité.
Le film est vaguement basé sur le cas réel de John Demjanjuk.

## Synopsis
Mike Laszlo, un réfugié hongrois veuf et anticommuniste, vit aux États-Unis en bénéficiant de la nationalité américaine. Il a élevé seul ses deux enfants, Ann et son frère Karchy, tous deux nés aux États-Unis. D'origine modeste, il est particulièrement fier de sa fille Ann, aujourd'hui avocate, qui est fraîchement divorcée de l'héritier d'une riche famille d'origine hongroise et la mère de Mikey, son petit-fils âgé d'une dizaine d'années.
Trente-sept ans après son arrivée en Amérique, Mike Laszlo est un jour convoqué devant la justice qui l'accuse d'avoir menti pour acquérir la nationalité américaine. Il aurait caché avoir été membre d'une section spéciale des Croix fléchées à Budapest à la fin de la Seconde Guerre mondiale, accusée de crimes contre l'humanité. La Hongrie demande son extradition, qui ne sera possible que si sa nationalité lui est retirée.
Pensant tout d'abord à une simple homonymie, Ann va en compagnie de son père rencontrer Jack Burke, le procureur, qui les reçoit de manière glaciale en refusant notamment de serrer la main de Mike.
Ann, au départ réticente, accepte sous la pression de son frère et de Mike lui-même, d'assurer la défense de celui-ci. Convaincue de l'innocence de son père, elle se rattache pour le temps que durera cette affaire au cabinet de Harry Talbot, son ex-beau-père, un riche et influent avocat hautain et cynique, lui aussi de lointaine origine hongroise, et ancien des services secrets américains.
Cependant, Ann charge une de ses collaboratrices d'enquêter sur son père, afin de s'assurer que celui-ci ne lui cache rien. Celle-ci découvre surtout des éléments sans rapport avec l'accusation, comme une maîtresse, dont personne ne soupçonnait l'existence. La seule découverte curieuse consiste en des sommes régulièrement versées à un certain Tibor Zoldan, un homme d'origine hongroise, jusqu'au décès de celui-ci par accident, trois ans plus tôt.
De plus en plus mal à l'aise, lors des auditions de témoins hongrois, qui rapportent des faits épouvantables et dont les dépositions sont bouleversantes, Ann ne peut que se borner à contrer ces derniers sur des points juridiques ou en suggérant leur éventuelle manipulation par les autorités hongroises. Pour discréditer le dossier du procureur (qui travaille avec les mêmes autorités), elle demande ainsi à un expert cité par l'accusation s'il est d'origine juive (elle n'a cependant pas osé récuser le juge Silver, lui-même juif, qui restera d'ailleurs scrupuleusement impartial pendant toute la procédure).
Les témoins se succèdent relatant des faits atroces et qui convergent tous vers son père qui, alors sous le nom « Mishka », aurait, flanqué d'un acolyte balafré, dirigé un escadron de la mort. En dépit du témoignage accablant d'une femme qui dit avoir été violée puis laissée pour morte par l'accusé et ses sbires, Ann marque un point décisif en citant à comparaître, sur la suggestion de son ex-beau-père, un transfuge soviétique qui révèle l'existence d'un département du KGB chargé de discréditer, grâce à des documents officiels mais falsifiés, des dissidents réfugiés à l'étranger. Dépité par ce témoignage, le procureur lui-même pressent que le procès s'achemine vers un non-lieu.
À Budapest, à l'issue de l'audition d'un témoin à l'article de la mort — qui se solde d'ailleurs par un fiasco pour l'accusation, Ann faisant valoir, grâce à des documents qui lui ont été remis à son hôtel par un inconnu, que ce témoin a déjà accusé plusieurs autres personnes d'être le même criminel —, Ann rend visite à la sœur de Tibor Zoldan, l'homme auquel son père a versé de l'argent, et qui a été tué par un chauffard quelques années plus tôt. Troublée par sa propre démarche, elle découvre une femme ignorant tout de la vie de son frère aux États-Unis, et n'ayant reçu à la mort de celui-ci qu'un simple ticket — qu'Ann identifie comme étant un reçu de prêt sur gage. À la demande de la sœur, Ann prend le ticket afin de lui restituer l'objet en question une fois rentrée chez elle. Mais, sur le point de prendre congé, apercevant sur le mur une photo du frère, elle découvre avec horreur qu'il s'agit du balafré décrit par plusieurs témoins au cours du procès comme étant le principal comparse de son père.
De retour aux États-Unis, Ann récupère l'objet chez le prêteur sur gage — une boîte à musique — et découvre dans le boîtier des photos de son père posant devant les cadavres de ceux qu'il vient d'exécuter. Elle réalise alors que son père versait probablement de l'argent à son ex-complice en échange de son silence, et qu'il a sans doute fini par le tuer.
Alors que toute la famille fête l'acquittement, Ann, au cours d'une entrevue poignante, réclame des explications à son père. Mais celui-ci se mure dans le déni, accuse sa fille d'être manipulée par les communistes et la rejette en lui affirmant que personne ne la croira. Ann lui interdit alors de revoir son fils, mais son père lui déclare, menaçant, que personne ne l'empêchera de continuer à voir son petit-fils.
Ann adresse alors les photos au procureur. Quelques jours plus tard, un grand quotidien publie les photos et la vérité éclate. La dernière scène montre Ann accueillant son fils, puis l'emmenant au bord du lac qui jouxte leur maison pour le réconforter.

## Fiche technique
Sauf indication contraire, les informations mentionnées dans cette section peuvent être confirmées par la base de données cinématographiques IMDb,  présente dans la section « Liens externes ».
- Titre original et français : Music Box
- Réalisateur : Costa-Gavras
- Scénario : Joe Eszterhas
- Musique : Philippe Sarde
- Directeur de la Photographie : Patrick Blossier
- Son : Pierre Gamet et Catherine D'Hoir
- Montage : Joële Van Effenterre
- Production : Irwin Winkler
- Société de production : Carolco Pictures
- Distribution : TriStar (États-Unis), Columbia TriStar Films (France)
- Pays d'origine :  États-Unis
- Langues originales : anglais, hongrois
- Genre : drame
- Durée : 124 minutes
- Dates de sortie :
  - États-Unis : 22 décembre 1989 (sortie limitée), 19 janvier 1990 (sortie nationale)
  - France : 28 février 1990

## Distribution
- Jessica Lange  (VF : Micky Sébastian)  : Ann Talbot
- Armin Mueller-Stahl (VF : Roland Bertin) : Mike Laszlo
- Frederic Forrest (VF : Jean-Claude Dauphin) : Jack Burke, le procureur
- Donald Moffat (VF : Philippe Laudenbach) : Harry Talbot
- Lukas Haas (VF : Mathieu Verlier) : Mikey Talbot, le fils de Ann Talbot
- Cheryl Lynn Bruce (VF : Émilie Benoit) : Georgine Wheeler
- Mari Törőcsik : Magda Zoldan
- J.S. Block : Judge Silver
- Sol Frieder : Istvan Boday
- Michael Rooker (VF : Jean-Daniel Laval) : Karchy Laszlo
- Elzbieta Czyzewska (VF : Régine Teyssot) : Melinda Kalman
- Magda Szekely Marburg : Judit Hollo

## Production
C'est durant le tournage de leur précédente collaboration, La Main droite du diable (1988), que le scénariste Joe Eszterhas présente l'idée de Music Box au réalisateur Costa-Gavras. Le scénario s'intitule initialement Sins of the Fathers (« Les Péchés des Pères »).
Kirk Douglas et Walter Matthau ont exprimé leur intérêt pour le rôle de Michael Laszlo et ont contacté Costa-Gavras. Ce dernier a également envisagé Marlon Brando pour le rôle. Il choisit cependant Armin Mueller-Stahl, qui voulait travailler avec lui depuis qu'il avait vu Missing (1982) au cinéma.

## Accueil

### Critique
Sur le site agrégateur de critiques Rotten Tomatoes, le film obtient un score de 75 % d'avis favorables, sur la base de 20 critiques collectées.
Pour le critique Roger Ebert du Chicago Sun-Times, qui donne au film une note de deux étoiles sur quatre, « ce que je n'ai pas aimé dans Music Box, c'est qu'il s'agit d'une solution de facilité. Il n'est pas question de culpabilité ou d'innocence ; c'est un thriller judiciaire, avec tous les mécanismes habituels comme les preuves de dernière minute et les témoins surprises » et que « Le nazisme n’est utilisé [dans ce film] que comme un outil de complot, comme un moyen pratique de transformer un homme en monstre sans avoir à passer beaucoup de temps à nous en convaincre ».
Peter Travers du magazine Rolling Stone s'est montré encore plus critique à l'égard du film, doutant qu'il ait existé dans un autre but que celui d'obtenir une nomination aux Oscars pour Jessica Lange, déclarant sans détour que « la tragédie de la vie réelle a été utilisée pour faire la promotion d'un mélodrame bon marché. C'est plus qu'offensant ; c'est ignoble ».
Caryn James du New York Times a applaudi la performance de Jessica Lange, mais a dû admettre que « Mme Lange est aussi proche d'inventer un personnage à partir de rien que n'importe quel acteur de cinéma. Rien dans le scénario exagéré de Joe Eszterhas ou dans la mise en scène simpliste de Costa-Gavras ne le prouve. Finalement, même l'énergie et l'intelligence prodigue de Mme Lange ne peuvent racheter la superficialité et la médiocrité incessantes du film ». Elle estime que Music Box « ne nous dit finalement rien sur l'innocence blessée ou le mal monstrueux ».
À l'opposé, Elie Wiesel, survivant de l'Holocauste et prix Nobel de la paix, a fait l'éloge du film. Selon le New York Times, Wiesel l'a trouvé « très émouvant... un ajout bienvenu à la littérature cinématographique sur l'Holocauste ». Il a aussi déclaré que si « la série télévisée Holocauste était kitsch, ce n'est pas le cas [pour ce film]. C'est une bonne œuvre d'art, un bon travail de sensibilisation des spectateurs ».

## Distinctions

### Récompense
- Berlinale 1990 : Ours d'or (ex æquo avec Alouettes, le fil à la patte)[8]

### Nominations
- Oscars 1990 : meilleure actrice pour Jessica Lange
- Golden Globes 1990 : meilleure actrice dans un film dramatique pour Jessica Lange
- Young Artist Awards 1990 : meilleur jeune acteur dans un film pour Lukas Haas

## Commentaire
En 1990, peu de temps après la sortie du film, le scénariste Joe Eszterhas découvre que son père Istvan Eszterhas fait l'objet d'une enquête du département de la Justice des États-Unis pour avoir écrit de la propagande antisémite en Hongrie dans les années 1930 et 1940. Il refusera alors tout contact avec son père jusqu'à la mort de ce dernier,.